# Municipio de Marion (condado de Osceola)
El municipio de Marion (en inglés: Marion Township) es un municipio ubicado en el condado de Osceola en el estado estadounidense de Míchigan. En el año 2010 tenía una población de 1692 habitantes y una densidad poblacional de 17,63 personas por km².

## Geografía
El municipio de Marion se encuentra ubicado en las coordenadas 44°7′2″N 85°8′16″O / 44.11722, -85.13778. Según la Oficina del Censo de los Estados Unidos, el municipio tiene una superficie total de 95.96 km², de la cual 95,85 km² corresponden a tierra firme y (0,11 %) 0,11 km² es agua.

## Demografía
Según el censo de 2010, había 1692 personas residiendo en el municipio de Marion. La densidad de población era de 17,63 hab./km². De los 1692 habitantes, el municipio de Marion estaba compuesto por el 97,4 % blancos, el 0,06 % eran afroamericanos, el 0,89 % eran amerindios, el 0,12 % eran de otras razas y el 1,54 % eran de una mezcla de razas. Del total de la población el 1,06 % eran hispanos o latinos de cualquier raza.